# Nahed Selim

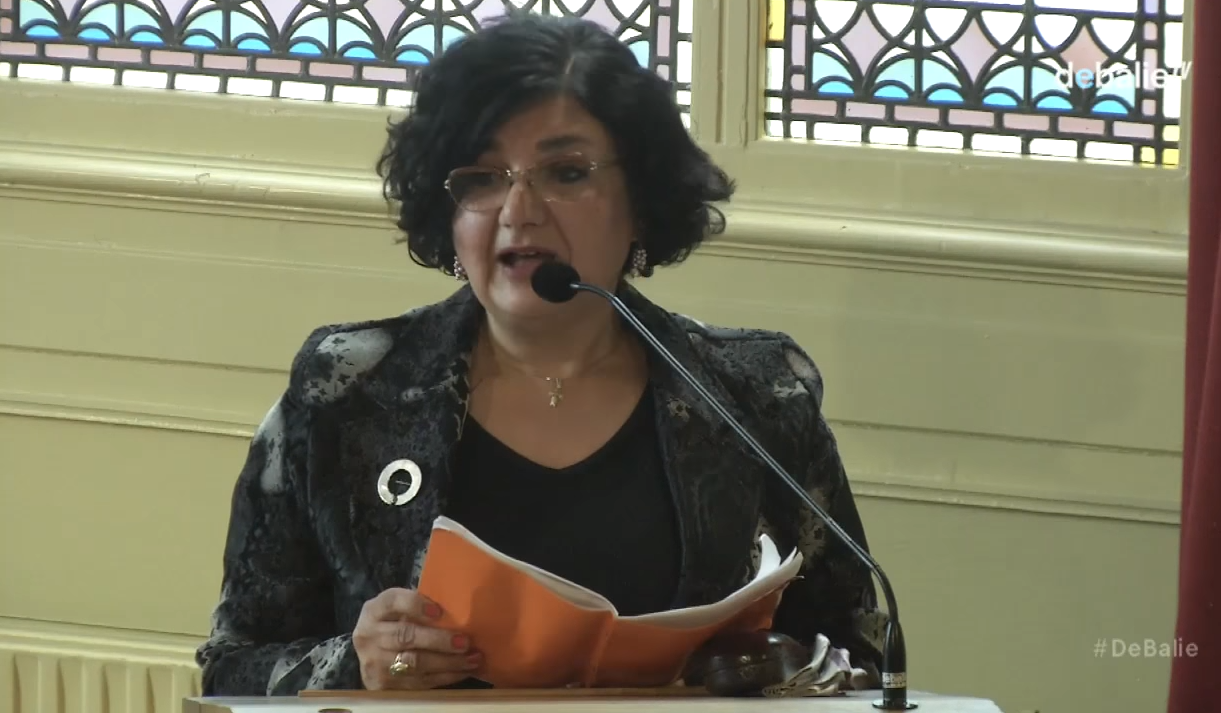
Nahed Selim (2018).

Nahed Selim (* 1953 in Ägypten) ist eine ägyptische Dolmetscherin und freie Journalistin. Sie lebt in Amsterdam. Selim ist Autorin des Buches Nehmt den Männern den Koran! Für eine weibliche Interpretation des Islam.

## Anliegen
Selim fordert in ihrem Buch Nehmt den Männern den Koran! Für eine weibliche Interpretation des Islam muslimische Frauen auf, sich an der Interpretation des Islam zu beteiligen und diese nicht alleine männlichen Theologen zu überlassen. Sie behandelt mehrere Koranstellen sowie Stellen in den Hadithen, die Ungleichheiten von Männern und Frauen beschreiben bzw. fordern. Außerdem erzählt sie die Geschichten einiger der Frauen des Propheten und untersucht damit den Entstehungszusammenhang einiger Koransuren.
2013 verließ sie den Islam und ließ sich in der Römisch-katholischen Kirche taufen.

## Werk
- Nahed Selim: Nehmt den Männern den Koran! Für eine weibliche Interpretation des Islam. Übersetzung aus dem Niederländischen. Piper Verlag, München/Zürich, 2006, ISBN 978-3-492-04893-4